# Maim
Maim ou Mahim (em marata: माहीम) é um bairro da cidade indiana de Bombaim, situado nas margens orientais da baía de Maim. A área tem o mesmo nome de uma das antigas sete ilhas de Bombaim, cuja união artificial formou o atual território da cidade. Outros nomes antigas da área foram Maijim, Mejambu e Mahikawati.
O bairro dispõe da estação ferroviária de Mahim, situada na linha ocidental do rede ferroviária suburbana de Bombaim (Mumbai Suburban Railway). Situa-se a sul do bairro de Bandra e a leste do mar da Arábia.

## História
Mahikawati foi a capital do rajá Bhimdev, que reinou na região no século XI ou XIII e que construiu um palácio e um tribunal em Prabhadevi, além do primeiro templo de Babulnath, dedicado ao deus hindu Xiva.
Em 1343, a ilha passou para a posse dos muçulmanos de Guzarate. Foi nessa altura que foi construída a velha mesquita de Maim. Outro monumento antigo da zona, o dargah (santuário sufista) de Makhtum Fakir Ali Paru foi construído em 1431, imediatamente a seguir à morte do santo.
Em 1543 os portugueses conquistaram as ilhas de Bombaim, as quais foram oferecidas aos ingleses como parte do dote de casamento da princesa Catarina de Bragança com o rei Carlos II. Foram os ingleses que reconstruíram o Forte de Maim para se protegerem de eventuais ataques dos portugueses e, posteriormente, dos maratas. O forte encontra-se atualmente em ruínas.
A causeway que liga Maim e Bandra (este último nome é uma corruptela de "bunder", que significa porto em persa) foi terminada em 1845, tendo sido integralmente financiada por Lady Avabai Jamsetjee Jeejeebhoy, a esposa de Sir Jamsetjee Jejeebhoy, que estipulou que não deveriam ser cobradas portagens pelo seu uso pelos cidadãos. Em 1847 foi fundada por um pequeno grupo de missionários escoceses a Bombay Scottish School ("Escola Escocesa de Bombaim", que é atualmente uma das  escolas mais prestigiadas da cidade.